# CD Bezana
CD Bezana is een Spaanse voetbalclub uit Santa Cruz de Bezana die uitkomt in de Tercera División. De club werd in 1970 opgericht.
SD Atlético Albericia ·
CD Barquereño ·
SD Barreda Balompié ·
CD Bezana ·
UC Cartes ·
Castro FC ·
CD Cayón ·
UM Escobedo ·
Gimnástica de Torrelavega ·
CD Guarnizo · 
Rayo Cantabria ·
SD Revilla ·
CF Ribamontán al Mar ·
UD Sámano ·
Selaya FC ·
CD Siete Villas ·
Solares SD ·
SD Textil Escudo ·
SD Torina ·
CD Tropezón ·
SRD Vimenor CF